# شب‌های ماه پر
شب‌های ماه پُر (فرانسوی: Les nuits de la pleine lune‎) یک فیلم عاشقانه کمدی-درام فرانسوی محصول ۱۹۸۴ است که توسط اریک رومر نوشته و کارگردانی شده‌است. بازیگران این فیلم پاسکال اوژیه، چکی کاریو و فابریس لوکینی هستند. موسیقی متن اثر الی ات ژاکنو است.
«شب‌های ماه پر» چهارمین قسمت از سری کمدی‌ها و ضرب‌المثل‌های رومر بود. داستان با ضرب‌المثل «کسی که دو زن دارد روحش را از دست می‌دهد. کسی که دو خانه دارد عقلش را از دست می‌دهد.» آغاز می‌شود.

## خلاصه داستان
لوئی (پاسکال اوژیه)، کارآموز طراحی پارچه، با معشوقه معمارش رمی (چکی کاریو) در مارن-لا-واله، حومه‌ای حدود ۲۰ مایلی مرکز پاریس، زندگی می‌کند. اما او همچنین یک آپارتمان کوچک به عنوان جای پایی در مرکز شهر دارد. لوئی که از از این رابطه احساس محدودیت می‌کند، به رمی می‌گوید قصد دارد عصرها را بیشتر در آپارتمان و در خلوت سپری کند، و البته بتواند در مهمانی‌ها شرکت کند - چیزی که رمی دوست ندارد. وقتی دوستش کامیل (ویرجینی تونوت) مهمانی برگزار می‌کند، رمی دیر سر می‌رسد، از مهمانی لذت نمی‌برد و زودتر از موعد آنجا را ترک می‌کند و باعث ناراحتی لوئی می‌شود. بعد از اینکه لوئی آپارتمان را تزیین و به آن نقل مکان می‌کند، از دیدن رمی در یک کافه در پاریس متعجب می‌شود. دوست روزنامه‌نگار و فضولش اکتاو (فابریس لوکینی) می‌گوید فکر می‌کند در همین موقع کامیل را آنجا دیده‌است: لوئی از تصور اینکه ممکن است آنها با هم باشند، حسادت می‌کند، اگرچه مشخص می‌شود که کامیل در آن زمان در میلان بوده‌است. اکتاو، که متأهل است، بعداً عشق خود را به لوئی ابراز می‌کند، تا حدی به این دلیل که حسادت می‌کند، چرا که لوئی قصد دارد عصر را با یک نوازنده ساکسیفون به اسم باستین (کریستین وادیم) بگذراند. او می‌گوید که فقط اکتاو را به‌عنوان یک دوست می‌خواهد. با این حال، بعد از اینکه در آپارتمان با باستین می‌خوابد، بلافاصله دوباره آنجا هم احساس محدودیت می‌کند و در نیمه‌های شب برای رفتن به یک بار بیرون می‌رود.
در آنجا، یک تصویرگر (لاسلو سابو) توضیح می‌دهد که همه این‌ها به دلیل ماه کامل است: ماه پُر باعث آشفتگی احساسات همگان می‌شود. لوئی متوجه می‌شود که واقعاً می‌خواهد با رمی باشد و صبح روز بعد با عجله به مارن برمی‌گردد - اما وقتی رمی ظاهر می‌شود، به او می‌گوید که عاشق شده‌است، نه عاشق کامیل بلکه عاشق همخانه‌اش ماریان (آن سورین لیوتارد) است و قصد دارد زندگی‌اش را با او بگذراند. لوئی که از گیج شده از اینکه رمی وقتی ادعا می‌کرده در رابطه‌ای باز خوشحال است، حرفش را جدی گرفته، با ناراحتی اسباب خود را جمع کرده و خانه را ترک می‌کند.